# مارتين بالاسيوس كالديرون
مارتين بالاسيوس كالديرون (بالإسبانية: Martín Palacios Calderón)‏ هو سياسي مكسيكي، ولد في 15 مارس 1972 في ولاية مكسيكو في المكسيك. حزبياً، نشط في Labor Party (Mexico) ‏. وقد انتخب عضو مجلس النواب المكسيك.